# Burgstall Gräfenbuch
Der Burgstall Gräfenbuch ist eine abgegangene mittelalterliche Höhenburg vom Typus einer Turmhügelburg (Motte) bei 470 m ü. NHN auf dem Schlossbuck etwa 1425 Meter nordnordwestlich der Kirche in Gräfenbuch, einem heutigen Gemeindeteil des Marktes Lehrberg im Landkreis Ansbach in Bayern.
Die Burg erscheint nicht in der historischen Überlieferung. Der Turmhügel weist einen Durchmesser von 19–20 m bei einer Höhe von ca. 4 m auf. Der umgebende Ringgraben ist fast völlig zugefüllt. Bei einer 1924 durchgeführten Ausgrabung wurde eine ursprüngliche Breite des Grabens von 3,5–4 m bei einer Tiefe von ca. 2 m festgestellt. Das Fehlen von Mörtel und der Fund von verkohlten Holzbalken im Graben lassen ein Gebäude aus Fachwerk auf einem Trockenmauersockel vermuten.

Offensichtlich wurde beim Aufschütten der Motte ein vorgeschichtlicher Grabhügel als Grundlage verwendet, denn es wurden zwei leere Steinkistengräber in der Hügelschüttung entdeckt.